# مشاع عباس اميري (اسماعيلي كرمان)
مشاع عباس امیري (بالفارسية: مشاع عباس امیری) هي منطقة سكنية تقع في إيران في منطقة إسماعيلي. يقدر عدد سكانها بـ 84 نسمة بحسب إحصاء 2016.